# إتش إم إس نيث
كانت الفرقاطة إتش إم إس نيث (HMS Nith) فرقاطة من الفئة (النهرية) التابعة للبحرية الملكية بنتها شركة شركة هنري روب المحدودة وليث، وسميت نيث على اسم نهر نيث أحد أنهار اسكتلندا. وقد خدمت خلال الحرب العالمية الثانية، قبل أن تُباع للبحرية المصرية، التي شغلتها باسم دمياط. وكانت ضمن ثلاث فرقاطات اشترتهم مصر من بريطانيا عام 1948 وهم الفرقاطة دمياط (HMS Nith)، أبو قير (HMS Usk) ورشيد (HMS Spey). وقد غرقت دمياط خلال عملية مصارع الثيران ضمن أحداث حرب السويس في 31 أكتوبر 1956.

## خدمتها الحرب العالمية الثانية
خدمت السفينة خلال فترة الحرب في النورماندي، الهند، الشرق الأقصى، وفي الأسطول الاحتياطي في هارويتش، إنجلترا.
ونظراً لضعف اختباراتها البحرية بسبب نقص سرعتها، جرى أعدادها كسفينة مقر قيادة للواء 231 مشاة خلال عمليات إنزال اليوم-دي في النورماندي، وأوصلت قائد اللواء ألكسندر ستانير إلى جولد بيتش - قطاع جيغ غرين.
ثم كُلفت نيث بمهمة تنسيق سفن الإنزال المتجهة إلى الشاطئ قبالة كورسوليس، ونتيجة لعدم تمكن السفن من التعرف عليها، طَلَت الفرقاطة نيث قمرتها باللون البرتقالي.
وخلال تمركزها عند الشاطئ، يتذكر أحد أفراد طاقمها رؤيته لغواصة ألمانية قزمية راسية عند كاسحة ألغام بريطانية بالقرب من نيث. حيث كانت الغواصة لا تزال تحوي جثة رُبانها في قُمرة قيادتها، وكان هناك ثُقب بفعل قذيفة عبر مظلة القمرة يبدو ظاهراً. ولم تسفر الجهود اللاحقة في تتبع تاريخ هذه الغواصة القزمية عن أي نتائج.
وفي ليلة 23/24 يونيو 1944 ، هوجمت السفينة إتش إم إس نيث بواسطة طائرة من نوع الدبق (Mistel)، وهي طائرة ألمانية بدون طيار، مُحملة بالمتفجرات، يتم التحكم بها عن بعد بواسطة الطائرة الأم التي تطلقها بعدما كانت متصلة بها من قبل. قُتل تسعة من أفراد الطاقم على الفور ودُفِنوا في البحر، بينما مات العاشر متأثراً بجراحه. ودُفنت الضحية العاشرة في مقبرة هوليبروك التابعة لهيئة الكومنولث لمقابر الحرب (CWGC) في ساوثهامبتون. وأَجْلّت سفينة مستشفى أمريكية الجرحى الستة والعشرين، ثم قُطرت نيث إلى شركة وايتس بمرفأ كاوز في جزيرة وايت لإصلاحها.
أُرسلت نيث بعد ذلك إلى مسرح الشرق الأقصى، حيث نقلت في بعض الأحيان أسرى الحرب اليابانيين. وشاركت بشكل ملحوظ في استعراض أسطول النصر في يانغون بقيادة اللورد لويس مونتباتن في عام 1945. يمكن رؤية نيث في النشرة السينمائية عن هذا الاستعراض (متاحة في متحف الحرب الإمبراطوري).
وفي عام 1948 انتقلت نيث إلى البحرية المصرية وأعطيت الاسم دمياط.

## غرقها
خلال حرب السويس، في ليلة 31 أكتوبر، شمال البحر الأحمر، تعرض الطراد البريطاني البريطاني نيوفوندلاند (HMS Newfoundland) للفرقاطة المصرية دمياط، واشتبك معها في معركة نارية قصيرة غير متكافئة. بانضمام المدمرة البريطانية ديانا (HMS Diana) إلى المعركة، والتي أغرقت دمياط في النهاية. كانت النتيجة مقتل قبطان الفرقاطة دمياط الصاغ البحري محمد شاكر حسن مع 38 بحاراً وانتشلت السفن البريطانية 69 بحاراً مصرياً هم من نجوا من غرق الفرقاطة، في حين كانت الخسائر البريطانية مقتل واحد وإصابة خمسة. على الرغم من أن المعركة جرت بمعايير الحرب العالمية الثانية إلى حد ما، إلا أن هذا الاشتباك كان آخر اشتباك تُغرق فيه سفينة حربية سفينة حربية أخرى باستخدام المدافع التقليدية فقط.